# Темурташ
Темурташ — чобанідський правитель, старший син Меліка Ашрафа.

## Правління
1357 року батько Темурташа був страчений Джанібеком, а його землі захопили монголи. 1360 року Темурташ спробував повернути свої володіння, й спочатку його підтримував правитель Блакитної Орди. Зрештою землі Темурташа завоював Увайс I.